# 巴基廖內河
45°11′N 12°13′E / 45.183°N 12.217°E

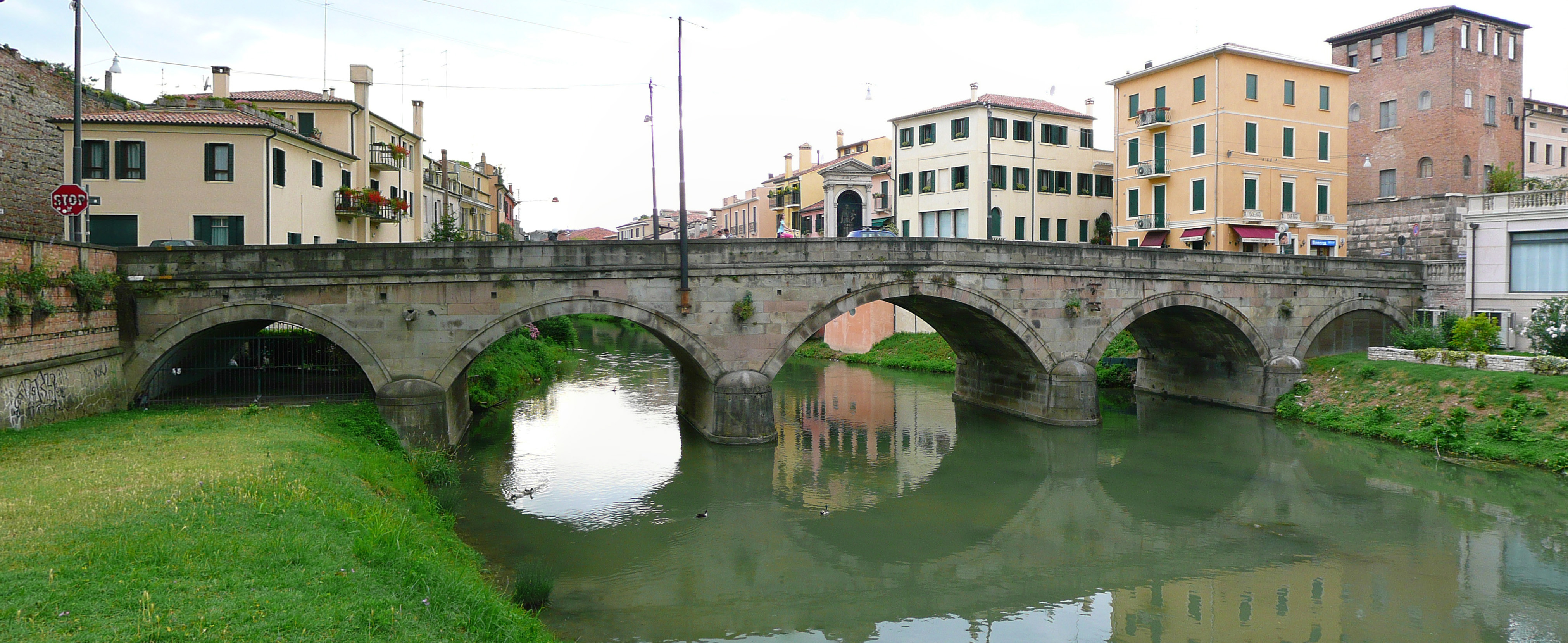

巴基廖內河是意大利的河流，河道全長118公里，發源自阿爾卑斯山脈，最終在基奧賈注入亞得里亞海的威尼斯灣，河畔城鎮有維琴察和帕多瓦。